# Monika Treut
Monika Treut (nasc. a 6 de abril 1954 em Mönchengladbach) é uma diretora de cinema alemã.
Treut é lésbica.[carece de fontes?]
Treut estudou história da Literatura (curso chamado de Literaturwissenschaft em sua terra natal) na cidade de Marburg, na Alemanha, e concluiu seus estudos superiores ali, em 1982 sobre A imagem da mulher nos escritos de Marquês de Sade e nas novelas do austríaco Leopold von Sacher-Masoch.
A partir de 1975 Treut empenhou-se ativamente a trabalhar sua visão artística por meio de vídeo e cinema. Em 1984 ela fundou, juntamente com Elfi Mikesch, a empresa Hyena Films, sediada na cidade portuária hanseática independente de Hamburgo. Seus filmes sempre imbuidos com o tema Feminismo mostram sobretudo papéis alternativos de gênero. Treut frequentemente escreve seus próprios roteiros e atua como Produtor cinematográfico de suas obras.
Treut mora em Hamburgo e desde 1990 ministra cursos como professora convidada em universidades da Califórnia e de Nova Iorque.

## Filmografia
- 2009 Ghosted
- 2005 Den Tigerfrauen wachsen Flügel
- 2004 Axensprung: Ein Reisetagebuch
- 2001 Kriegerin des Lichts
- 1999 Gendernauts
- 1998 Didn't Do It For Love
- 1994 Erotic Tales: Taboo Parlour
- 1994 Let's Talk About Sex
- 1993 Domenica. Alle kommen, keiner war da
- 1992 Dr. Paglia
- 1992 Female Misbehavior
- 1992 Max
- 1991 My Father Is Coming
- 1989 Annie
- 1988 Die Jungfrauenmaschine
- 1985 Verführung: Die grausame Frau
- 1983 Bondage
- 1983 Unknown Gender - Das dritte Geschlecht
- 1981 Wie geht das Kamel durchs Nadelöhr?